# Daubenya aurea
Espèce
Synonymes
- Daubenya aurea var. coccinea (Harv. ex Baker) Marloth[1]
- Daubenya coccinea Harv. ex Baker[1]
- Daubenya fulva Lindl.[1]
- Massonia aurea (Lindl.) G.Don[1]
- Massonia lutea Lindl.[1]

Daubenya aurea est une espèce de plantes monocotylédones de la famille des Asparagacées. Ces rares plantes à bulbes, qui fleurissent au ras du sol, sont originaires de la province du Cap-Nord, en Afrique du Sud. En danger d'extinction dans leur habitat d'origine, ce sont des curiosités qui séduisent les amateurs d'horticulture.

## Description
Les bulbes restent au repos pendant l'été et l'automne en Afrique du Sud, et fleurissent à partir de juillet-août, mais surtout en septembre. 
Chaque bulbe développe deux feuilles opposées, étalées au sol, vertes, de forme ovoïde s'affinant vers la pointe, qui mesurent jusqu'à 11 cm chacune pour 6 cm de large. L'aspect étrange de l'inflorescence qui apparait entre les deux feuilles évoque plutôt le corail ou autre organisme marin. Les fleurs tubulaires jaunes ou rouges, sont rassemblées en une grappe de forme étoilée qui, vue de loin, fait penser à une grosse tulipe sans tige de 5 cm de haut. Vues de près, les fleurs extérieures sont irrégulières avec trois segments en forme de cuillère presque égaux, plus longs que le tube, et trois petits segments intérieurs en forme de lance. Tandis que les segments extérieurs sont plus longs que les étamines, les étamines sont plus longues que les fleurs intérieures,.
Les plantes sont pollinisées par des scarabées et produisent ensuite des capsules à consistance de papier, d'où sortent des graines lisses et brillantes.

## Habitat et répartition
Cette plante rare pousse dans les Roggeveld Mountains (en), dans l'actuelle province du Cap-Nord, en Afrique du Sud. On la rencontre sur des plateaux constitués d'argile dérivé de dolérite, humidifiés par la saison des pluies. Elle supporte bien le gel et la neige, le froid étant même un facteur stimulant la floraison de cette plante,,.

## Classification

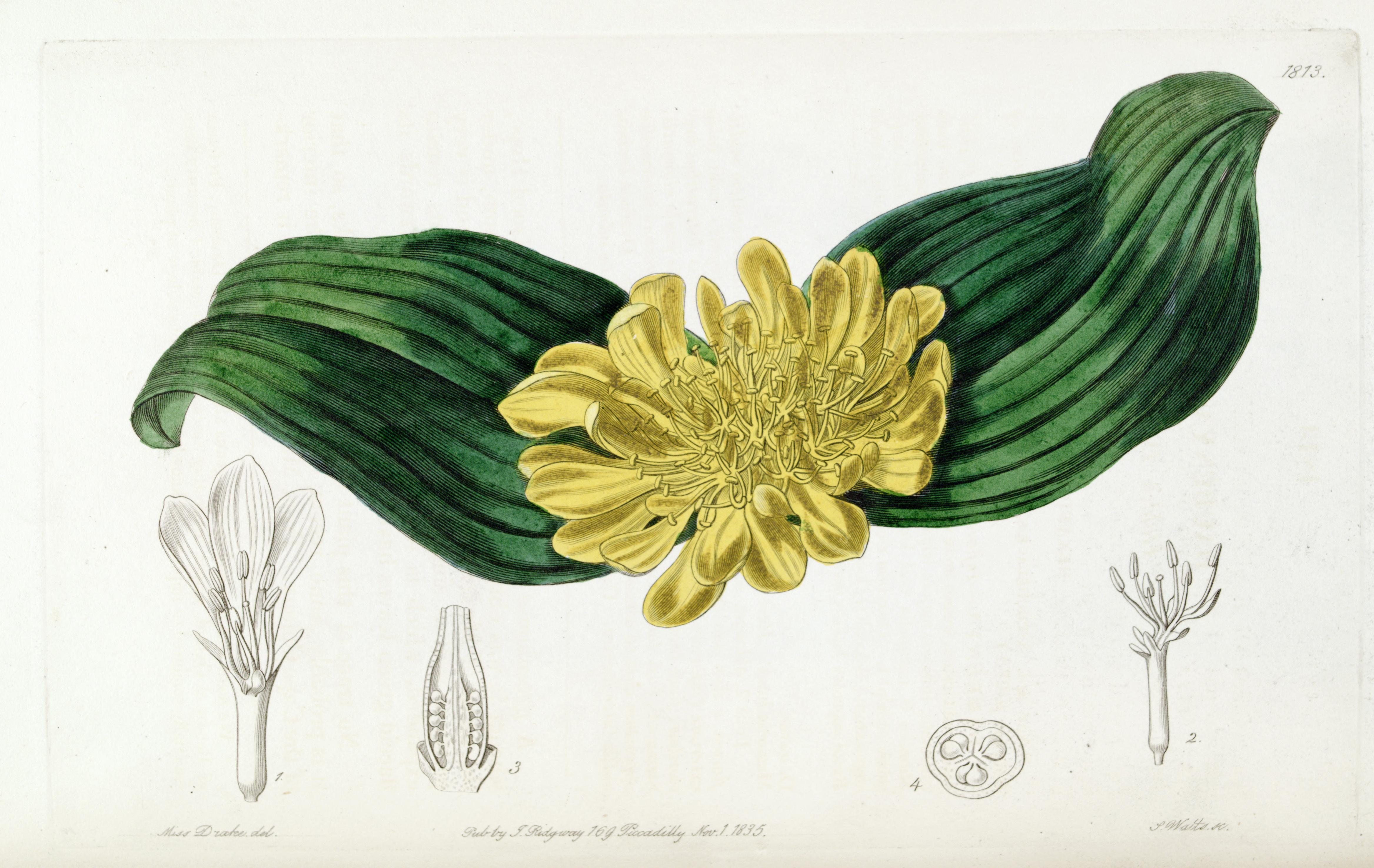
Daubenya aurea, planche botanique de 1835, illustration de la publication originale.

Cette espèce a été décrite en 1835 par le botaniste britannique John Lindley (1799-1865). L'épithète spécifique aurea signifie « dorée », faisant référence à la couleur jaune d'or des fleurs.
C'est un spécimen de Daubenya aurea qui sert de type nomenclatural pour le genre Daubenya, nommé ainsi en hommage au botaniste, géologue et chimiste britannique Charles Daubeny (1795-1867) qui cultivait l'espèce au jardin botanique de l'université d'Oxford. 
En classification classique de Cronquist (1981), les espèces de ce genre étaient placées dans les Liliaceae, en classification phylogénétique APG (1998) le genre est assigné à la famille des Hyacinthaceae et en classification phylogénétique APG III (2009), la famille des Hyacinthacées n'est plus reconnue et les espèces sont classées parmi les Asparagacées, ou bien dans la sous-famille des Scilloideae.

## Utilisation
Les graines et les bulbes sont commercialisés pour l'horticulture.
Il n'est pas connu d'usage médicinal ou traditionnel pour cette plante.

### Horticulture
Les bulbes se divisant rarement, la plante est multipliée de préférence par graines, dans un substrat fertile et bien drainé. Elles germent en 6 semaines et les plantules seront rempotées pendant la période de repos des bulbes. Après cette période, la plante est exposée à la lumière du soleil et les arrosages peuvent reprendre. Elles fleuriront la troisième année. Il est recommandé de supprimer les fleurs dès qu'elles sont fanées pour éviter l'apparition de la pourriture grise. 

## Statut de conservation
L'espèce est considérée comme étant en danger sur la liste rouge des espèces d'Afrique du Sud.